# بول وندرليش
بول وندرليش (بالألمانية: Paul Wunderlich)‏ هو مصمم ليثوغراف ورسام وأستاذ جامعي ألماني، ولد في 10 مارس 1927 في إيبرسفيلده في ألمانيا، وتوفي في 6 يونيو 2010 في Saint-Pierre-de-Vassols ‏ في فرنسا.

## وصلات خارجية
- بول وندرليش على موقع مونزينجر (الألمانية)